# Hersheyho–Chaseové experiment

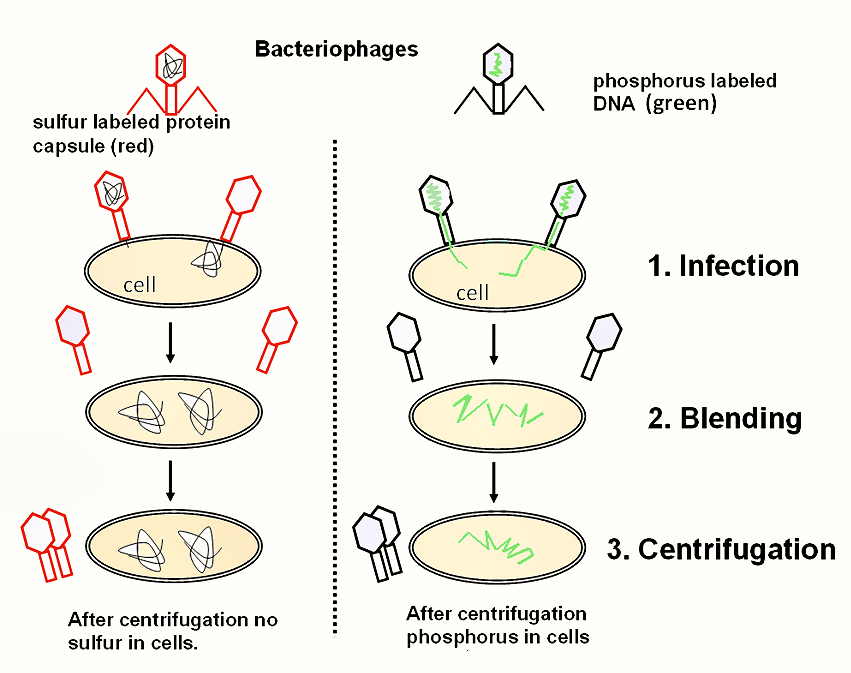
Hersheyho–Chaseové experiment

Hersheyho–Chaseové experiment pomohl dokázat, že DNA je nositelkou genetické informace. V roce 1952 jej publikovali Alfred Hershey a Martha Cowles Chaseová.
Principem experimentu je infikování hostitelské bakteriální buňky bakteriofágem T2, který byl radioaktivně značen. Bakteriofág se skládá z molekuly DNA a proteinové kapsidy. V prvním pokusu byly bakteriofágy značeny radioaktivní sírou. Síra je obsažena v proteinech (aminokyseliny cystein, methionin), nikoliv však v DNA. Po napadení buněk těmito bakteriofágy byla suspenze buněk centrifugována. Těžší fáze bakterií byla u dna, lehčí fáze bakteriofágů nad ní. Radioaktivita byla detekována jen v horní, lehčí, virové fázi. Proteinová kapsida se značenou sírou se do buněk nijak nedostala, přesto došlo k pomnožení viru.
Když byl ale bakteriofág značen radioaktivním fosforem (fosfor je součástí DNA, nikoliv však základní součástí proteinů), byly jím infikovány bakterie a opět byla oddělena bakteriální fáze od virové, radioaktivita byla detekována v obou fázích. Virová DNA totiž na rozdíl od virové kapsidy proniká do buňky.
Výsledkem tohoto experimentu je důkaz, že právě nukleová kyselina DNA je nositelkou genetické informace. Nukleová kyselina je bakteriofágem injikována do buňky, zatímco proteinová kapsida do hostitelské buňky nevstupuje. Ačkoliv dnes je zřejmé, že vektorem dědičnosti je DNA (výjimečně RNA), nebyl tento fakt okamžitě přijat. Nepochybným důkazem bylo až rozluštění genetického kódu.